# Халозе

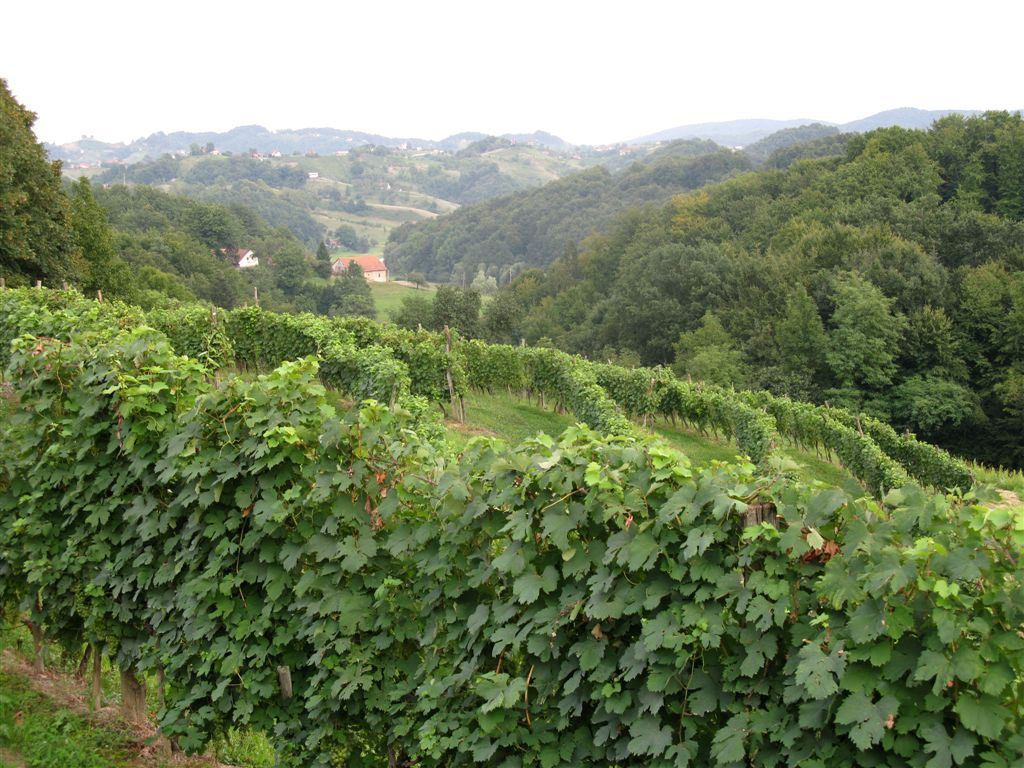
Типичная сцена Халозе с виноградниками и лесистыми холмами в Малом Окиче

Халозе (словен. Haloze; МФА:ˈxaːlɔzɛ) — географический субрегион Словении. Находится на северо-востоке страны, в регионе Штирия.

## Общая характеристика
Халозе – это холмистая местность, которая проходит с востока на запад, ограниченая границей с Хорватией на юге и реками Дравиня и Драва на севере. В общей сложности он составляет примерно 300 км2 (120 кв. миль), где живут около 21 000 человек в семи муниципалитетах (Циркулане, Горишница, Майшперк, Подлехник, Видем, Заврч и Жетале). Со своего западного конца у Маколе она проходит относительно узкой полосой с юго-запада на северо-восток до Заврча, его длина по прямой составляет около 40 км. Его западная часть покрыта густыми буковыми и сосновыми лесами, а восточная часть была известным виноградарским районом со времен Римской империи.

## Геология
Хотя в Халозе такой же климат, как и в остальной части долины Дравы, он сильно отличается геологически. Его почвы, как правило, представляют собой среднетретичный песчаник на основе доломитовой породы. Расположенные в южной части долины Дравы, холмы Халозе возвышались до того, как высыхание Паннонского моря вступило в свою завершающую фазу в середине эпохи плейстоцена, около 600 000 лет назад. Вода прорвала себе путь через современное ущелье Джердап на реке Дунай и быстро стекала, вызывая сильную эрозию плохо закрепленного песчаника и, следовательно, крутых склонов. Самая высокая точка Халозе находится в Еловице (623 метров).

## Диалект
Халозский диалект – один из паннонских диалектов разговорного словенского языка.

## Вино
Халозе – это один из семи районов винодельческого региона Подравина, остальные – Лютомер–Ормож, Радгона–Капела, Марибор, Прекмурье, Центральные словенские горы и Шмаре–Вирштань.
Виноградарство в Халозе было начато кельтами еще в 4 веке до нашей эры, а распространилось с приходом римлян. Христианство также продолжило традицию, поскольку вино играло немаловажную роль в их обрядах. Славянские племена, поселившиеся в Халозе, взяли на себя выращивание винограда от своих предшественников.
Виноградники в основном расположены на верхних склоны холмов, поскольку нижние склоны часто находятся в чрезмерной тени. Традиционная обработка горизонтальных линий виноградной лозы включала задачу обратной переноски грунта от нижнего ряда вверх. Поскольку ряды обрабатывались сверху вниз, почва имела тенденцию сползать вниз по склону, и для надлежащего ухода за виноградниками почву, собранную снизу, приходилось возвращать наверх. С вертикально посаженными виноградниками на менее крутых склонах эта работа уже не так необходима, как раньше, но на большинстве участков траве разрешено расти между рядами, чтобы свести эрозию к минимуму.
Белые вина доминируют в этой местности. Лашский Ризлинг – это наиболее часто высаживаемый виноград, который в основном используется для производства среднесухих вин. Однако из него производятся и сухие вина. Другие популярные белые вина включают сорта Траминец, Бели Пино, Совиньон и Ренски Ризлинг. Единственным красным, производимым в значительных количествах, является Модри Пино. Халожан – это смесь местного производства Лашского Ризлинга, Совиньона, Бели Пино и Сипона, которая довольно хорошо выдерживается. Его часто смешивают с газировкой, чтобы сделать шорле.
Большинство вин, выращенных в Халозе, производят, хранят и разливают в Птуе, в соседнем районе Центральных Словенских гор.

## Памятники
Замок Борл, впервые упоминаемый в письменных источниках в 1199 году, находится на высоком скалистом выступе с видом на древний переход через реку Драву. Во время Второй мировой войны использовался немцами-оккупантами как лагерь для интернированных, а после войны он был превращен в гостиницу, но затем был заброшен. Недавно государство взяло на себя заботу о нем и провело его архитектурную реставрацию.